# ŠK Pomurje Deset w europejskich pucharach
Kluby siatkarskie z Murskiej Soboty w europejskich pucharach występowały sześciokrotnie. Za każdym razem startowały w pucharze trzeciej kategorii. Jak dotychczas rozegrały one siedemnaście meczów, wygrywając siedem spotkań i przegrywając dziesięć. Najlepszym osiągnięciem jest awans do 1/8 finału Pucharu CEV w sezonie 1998/1999. 
Po raz pierwszy klub z Murskiej Soboty, występujący pod nazwą Vigros Pomurje, zagrał w europejskich pucharach w sezonie 1994/1995. W tym sezonie w Pucharze CEV odpadł w I rundzie kwalifikacyjnej z hiszpańskim klubem Unicaja J&B Almería.
W sezonie 1995/1996 startował w Pucharze CEV pod nazwą OK Pomurje. W I rundzie kwalifikacyjnej rywalizował z ukraińskim klubem Dorożnyk-SKA Odessa. Pierwsze spotkanie wygrał 3:0, natomiast w meczu rewanżowym przegrał 0:3. O awansie decydowały małe punkty, które były korzystne dla zespołu z Ukrainy (61:78).
W kolejnym sezonie ponownie grał w Pucharze CEV, tym razem jako OK Pomgrad. W I rundzie kwalifikacyjnej trafił na ukraiński klub Stiroł Gorłówka. Za zgodą obu zespołów oba mecze rozegrane zostały w Murskiej Sobocie. W pierwszym spotkaniu zwyciężył OK Pomgrad z wynikiem 3:1, w meczu rewanżowym lepszy okazał się ukraiński klub, który zwyciężył 3:0, tym samym uzyskując awans do kolejnej rundy dzięki lepszemu bilansowi setów (4:3).
OK Pomgrad powrócił do europejskich pucharów po jednosezonowej przerwie. W sezonie 1998/1999 po raz czwarty występował w Pucharze CEV. Rywalizację rozpoczynał od II rundy kwalifikacyjnej jako gospodarz turnieju. W turnieju kwalifikacyjnym zajął 1. miejsce. Pokonał w nim szwajcarski klub Lausanne UC (3:0) oraz słowacki klub Petrochema Dubová (3:0). Mołdawski klub Locomotiva Ungheni wycofał się z rozgrywek, stąd mecz zakończył się walkowerem. Tym samym klub z Murskiej Soboty po raz pierwszy w historii awansował do fazy głównej Pucharu CEV. W 1/8 finału trafił na łotewski zespół VSK Rīga, z którym przegrał oba mecze (2:3, 0:3).
Klub z Murskiej Soboty, pod nazwą Panvita Pomgrad, ponownie wystąpił w europejskich pucharach w sezonie 2015/2016. Rywalizację w Pucharze Challenge (następcy Pucharu CEV po reorganizacji europejskich pucharów) rozpoczął od II rundy kwalifikacyjnej, w której trafił na grecki MGS Ethnikos Aleksandropolis. Oba mecze zakończyły się na korzyść zespołu z Grecji.

## Lista spotkań w europejskich pucharach

### Puchar Challenge
(w sezonach 1980/1981–2006/2007 – Puchar CEV)
| Runda                   | Data       | Miejsce spotkania | Przeciwnik                   | Wynik spotkania                         |
| ----------------------- | ---------- | ----------------- | ---------------------------- | --------------------------------------- |
| 1994/1995               |            |                   |                              |                                         |
| I runda kwalifikacyjna  | 01.10.1994 | Murska Sobota     | Unicaja J&B Almería          | 0:3 (13:15, 11:15, 8:15)                |
| I runda kwalifikacyjna  | 08.10.1994 | Almería           | Unicaja J&B Almería          | 2:3 (5:15, 15:13, 8:15, 15:13, 12:15)   |
| 1995/1996               |            |                   |                              |                                         |
| I runda kwalifikacyjna  | 11.11.1995 | Odessa            | Dorożnyk-SKA Odessa          | 0:3 (3:15, 4:15, 9:15)                  |
| I runda kwalifikacyjna  | 18.11.1995 | Murska Sobota     | Dorożnyk-SKA Odessa          | 3:0 (15:13, 15:8, 15:12)                |
| 1996/1997               |            |                   |                              |                                         |
| I runda kwalifikacyjna  | 02.11.1996 | Murska Sobota     | Stiroł Gorłówka              | 3:1 (16:14, 5:15, 15:13, 15:13)         |
| I runda kwalifikacyjna  | 04.11.1996 | Murska Sobota     | Stiroł Gorłówka              | 0:3 (8:15, 9:15, 4:15)                  |
| 1998/1999               |            |                   |                              |                                         |
| II runda kwalifikacyjna | 04.12.1998 | Murska Sobota     | Lausanne UC                  | 3:0 (15:5, 16:14, 15:5)                 |
| II runda kwalifikacyjna | 05.12.1998 | Murska Sobota     | Locomotiva Ungheni           | 3:0 (15:0, 15:0, 15:0)                  |
| II runda kwalifikacyjna | 06.12.1998 | Murska Sobota     | Petrochema Dubová            | 3:0 (15:2, 15:10, 15:10)                |
| 1/8 finału              | 13.01.1999 | Murska Sobota     | VSK Rīga                     | 2:3 (25:20, 25:20, 18:25, 17:25, 18:20) |
| 1/8 finału              | 20.01.1999 | Ryga              | VSK Rīga                     | 0:3 (23:25, 14:25, 24:26)               |
| 2015/2016               |            |                   |                              |                                         |
| II runda kwalifikacyjna | 12.11.2005 | Murska Sobota     | MGS Ethnikos Aleksandropolis | 2:3 (19:25, 25:27, 25:13, 25:15, 6:15)  |
| II runda kwalifikacyjna | 18.11.2005 | Aleksandropolis   | MGS Ethnikos Aleksandropolis | 1:3 (25:19, 21:25, 25:27, 21:25)        |
| 2023/2024               |            |                   |                              |                                         |
| 1/32 finału             | 25.10.2023 | Puconci           | Omonia Nikozja               | 3:2 (25:20, 25:21, 21:25, 30:32, 15:12) |
| 1/32 finału             | 26.10.2023 | Puconci           | Omonia Nikozja               | 2:3 (28:26, 25:16, 22:25, 29:31, 12:15) |
| 1/32 finału             | 26.10.2023 | Puconci           | Omonia Nikozja               | złoty set: 15:5                         |
| 1/16 finału             | 21.11.2023 | Puconci           | Pamesa Teruel Voleibol       | 3:1 (28:26, 23:25, 25:18, 29:27)        |
| 1/16 finału             | 29.11.2023 | Teruel            | Pamesa Teruel Voleibol       | 0:3 (17:25, 19:25, 20:25)               |
| 1/16 finału             | 29.11.2023 | Teruel            | Pamesa Teruel Voleibol       | złoty set: 10:15                        |

## Bilans spotkań

### sezon po sezonie
| Sezon     | Puchar           | Osiągnięcie             | Mecze | Mecze | Mecze | Sety | Sety | Sety |
| Sezon     | Puchar           | Osiągnięcie             | LM    | W     | P     | LS   | W    | P    |
| --------- | ---------------- | ----------------------- | ----- | ----- | ----- | ---- | ---- | ---- |
| 1994/1995 | Puchar CEV       | I runda kwalifikacyjna  | 2     | 0     | 2     | 8    | 2    | 6    |
| 1995/1996 | Puchar CEV       | I runda kwalifikacyjna  | 2     | 1     | 1     | 6    | 3    | 3    |
| 1996/1997 | Puchar CEV       | I runda kwalifikacyjna  | 2     | 1     | 1     | 7    | 3    | 4    |
| 1998/1999 | Puchar CEV       | 1/8 finału              | 5     | 3     | 2     | 17   | 11   | 6    |
| 2015/2016 | Puchar Challenge | II runda kwalifikacyjna | 2     | 0     | 2     | 9    | 3    | 6    |
| 2023/2024 | Puchar Challenge | 1/16 finału             | 4     | 2     | 2     | 19   | 9    | 10   |
| Razem     | Razem            | Razem                   | 17    | 7     | 10    | 66   | 31   | 35   |

### według rozgrywek
| Puchar                 | Starty | Mecze | Mecze | Mecze | Sety | Sety | Sety |
| Puchar                 | Starty | LM    | W     | P     | LS   | W    | P    |
| ---------------------- | ------ | ----- | ----- | ----- | ---- | ---- | ---- |
| Puchar Challenge       | 2      | 6     | 2     | 4     | 28   | 12   | 16   |
| Puchar CEV (1980-2007) | 4      | 11    | 5     | 6     | 38   | 19   | 19   |
| Razem                  | 6      | 17    | 7     | 10    | 66   | 31   | 35   |